# طرح‌واره درمانی
طرح‌‌واره درمانی یا شِمادرمانی (به انگلیسی Schema Therapy) رویکردی درمانی در روانشناسی است که توسط جفری یانگ پایه‌گذاری شده ‌است و برای درمان اختلالات شخصیت و اختلالات مزمنِ محور دو راهنمای تشخیصی و آماری اختلال‌های روانی، مانند بیمارانی که به سایر درمان‌ها مثل درمان کلاسیک شناختی رفتاری پاسخ نq1داده‌اند یا بازگشت علایم را دارند به کار می‌رود.
طرح‌واره درمانی، رویکردی یکپارچه ‌نگر است که از ترکیب نظریه‌ها و تکنیک‌هایی که از قبل وجود داشته‌اند حاصل شده ‌است؛ مانند درمان شناختی رفتاری، روان تحلیلی روابط شیء، نظریه‌ی دلبستگی و گشتالت درمانی.

## پیش‌درآمد
چهار مفهوم اساسی در طرح‌واره درمانی شامل طرح‌واره‌های ناسازگار اولیه، سبک‌های مقابله‌ای، حالات خلقی و نیازهای هیجانی اساسی هستند:
در روانشناسی شناختی، طرح‌واره، یک الگوی سازمان یافته از تفکر و رفتار است. طرح‌واره، همچنین می‌تواند به عنوان یک چهارچوب ذهنی از ایده‌های از پیش شکل گرفته شده تعریف شود. همچنین، می‌توان طرح‌واره را قالب و چهارچوبی که نمایانگر مفاهیم جهان برای فرد است یا یک سیستم سازمان دهی و ادراک اطلاعات جدید دانست. طرح‌واره‌ها، باورهای ناهشیار و ناسازگار درباره‌ی خودمان، دیگران و دنیا هستند که آنقدر برایمان واقعی و بدیهی اند که آن‌ها را واقعیت محض می‌پنداریم و افسار افکار و هیجانات و رفتارهای ما را در دست می‌گیرند و باعث آشفتگی و نارضایتی در روابط عاطفی و بین فردی و شغلی می‌شوند.
۱. در طرح‌واره درمانی، به طور مشخص منظور از طرح‌واره، طرح‌واره‌های ناسازگار اولیه‌اند که الگوهای معیوب از ادراک، هیجان و احساس فیزیکی و جسمی در طول عمر فرد هستند. معمولاً طرح‌واره‌ها شکل باور درباره‌ی خود و جهان را پیدا می‌کنند.
برای مثال، فردی با یک طرح‌واره‌ی طرد، می‌تواند درباره‌ی ارزشمندی اش از دید دیگران، بسیار حساس شود که این ممکن است فرد را در حوزه ارتباطات بین فردی اش هراسان یا غمگین کند.
۲. سبک‌های مقابله‌ای، واکنش‌های رفتاری یک شخص به طرح‌واره‌هایش است. سه سبک مقابله‌ای بالقوه وجود دارد. در «اجتناب» شخص تلاش می‌کند تا از موقعیت‌هایی که طرح‌واره‌ی معیوبش را فعال می‌کند دوری کند. در «تسلیم» فرد منفعلانه طرح‌واره‌ی معیوبش را قبول می‌کند و تلاشی برای مقابله‌ی مناسب با آن نمی‌کند و تغییر رفتاری در موقع بروز نتایج ناخوشایند اجتناب ناپذیر از خود نشان نمی‌دهد. «در جبران افراطی» که به آن «واکنش افراطی» نیز می‌گویند، فرد برای اینکه اجازه ندهد عواقب ناخوشایند ناشی از یک طرح‌واره اش به وقوع بپیوندد، تلاش خیلی زیاد و اضافه انجام می‌دهد. این سبک‌های مقابله‌ای ناسازگار (اجتناب، تسلیم و جبران افراطی) معمولاً باعث می‌شوند که طرح‌واره‌ها تقویت شوند. به مثال زیر در مورد طرد و جدایی توجه کنید:
وقتی فردی که سبک مقابله‌ای اجتنابی دارد، تصور می‌کند که رابطه اش با خطر جدایی مواجه است، احتمالاً طوری رفتار می‌کند که نزدیکی و صمیمیت در رابطه را محدود کند تا خود را از اینکه مورد رها شدن قرار بگیرد محافظت کند.
نتیجه‌ی این رفتار، که تنهایی یا حتی از دست دادن آن رابطه است می‌تواند به سادگی همان طرح‌واره‌ی طرد و رها شدگی فرد را تقویت و تأیید کند.
مثال دیگر می‌تواند در مورد طرح‌واره‌ی نقص و شرم باشد: فردی که سبک مقابله‌ای اجتنابی دارد احتمالاً از موقعیت‌هایی که ممکن است در آن‌ها احساس ضعیف و کامل نبودن کند دوری کند یا تلاش کند که احساسات منفی و ناخوشایند خود را از طریق پرت کردن حواس از موضوع به جای پرداختن به آن یا از طریق انواع اعتیاد خنثی کند. فردی که سبک مقابله‌ای تسلیم دارد، احتمالاً بحران‌ها را بدون محافظت و مراقبت از خود تحمل می‌کند. فردی که سبک مقابله‌ای جبران افراطی دارد احتمالاً تلاش خیلی مضاعفی برای ابر انسان بودن و کامل بودن به خرج می‌دهد.
۳. ذهنیت طرح‌واره‌ای: حالات ذهنی هستند از مجموع طرح‌واره‌ها و سبک‌های مقابله‌ای فرد که به صورت «نوع بودن» او در موقعیت‌های مختلف خاص یا متداول دیده می‌شود.
برای مثال، ذهنیت کودک آسیب‌پذیر می‌تواند حالت ذهنی و روانشناختی باشد که شامل طرح‌واره‌های طرد، نقص، سوء‎استفاده / بد رفتاری و یک سبک مقابله‌ای تسلیم به این طرح‌واره‌ها باشد.
۴. اگر نیازهای هیجانی اساسی فرد در کودکی تأمین نشده باشند، آن وقت طرح‌واره‌ها، سبک‌های مقابله‌ای و حالات خلقی خاصی، می‌توانند شکل بگیرند. برخی از نیازهای اساسی که مشخص شده‌اند شامل: ارتباط، صمیمیت، روان بودن و خودمختاری. برای مثال، کودکی با نیازهای برآورده نشده در زمینه‌ی ارتباط (به دلیل از دست دادن والدین در اثر فوت، طلاق یا اعتیاد) ممکن است طرح‌واره‌ی طرد و رها شدگی را در خود شکل دهد.

## هدف طرح‌واره درمانی: کمک به بیماران برای برآورده کردن نیازهای هیجانی اساسی شان از طریق یادگیری
- درمان کردن طرح‌واره از طریق کاهش دادن شدت خاطرات هیجانی به وجود آورنده‌ی طرح‌واره و کاهش دادن شدت حساسیت بدنی و فیزیکی و تغییر الگوهای شناختی مرتبط با طرح‌واره.
- جایگزین کردن سبک‌های مقابله‌ای ناسازگار با الگوهای رفتار سازگارانه.[۹]

تکنیک‌هایی که در طرح‌واره درمانی استفاده می‌شوند شامل بازسازی تصویر ذهنی و گفتگو با صندلی خالی و ..... است. مطالعات زیادی در مورد اثربخشی انجام شده که نشان دهنده‌ی اثرات مفید آن هستند.

## طرح‌واره‌های ناسازگار اولیه
جفری‭ ‬یانگ،‭ ‬بنیانگذار‭ ‬طرحواره‭ ‬درمانی،‭ ‬پنج‭ ‬نیاز ‬اصلی‭ ‬دوران‭ ‬کودکی‭ ‬را‭ ‬شناسایی‭ ‬کرده‭ ‬است‭. ‬طبق‭ ‬نظر‭ ‬وی‭ ‬هر‭ ‬کودک‭ ‬هنگامی‭ ‬که‭ ‬به‭ ‬دنیا‭ ‬می‭ ‬آید‭ ‬با‭ ‬۵‭ ‬نوع‭ ‬نیاز‭ ‬هیجانی‭ ‬روبروست‭ ‬که‭ ‬اگر‭ ‬این‭ ‬نیازها‭ ‬برآورده‭ ‬نشوند،‭ ‬در‭ ‬شخصیت‭ ‬کودک‭ ‬طرحواره‭ ‬های‭ ‬ناسازگاری‭ ‬تشکیل‭ ‬می‭‬گردد‭. ‬این‭ ‬نیازها‭ ‬عبارتند‭ ‬از‭:‬
1. دلبستگی‭ ‬ایمن
2. هویت،‭ ‬خودمختاری‭ ‬و‭ ‬کفایت
3. ابراز‭ ‬نظر‭ ‬و‭ ‬هیجانات‭ ‬سالم
4. تفریح‭ ‬و‭ ‬شادی
5. محدودیت‭ ‬های‭ ‬واقع‭ ‬بینانه

این‭ ‬نیازها،‭ ‬جهان‭ ‬شمول‭ ‬هستند‭. ‬همۀ‭ ‬انسان‌ها،‭ ‬این‭ ‬نیازها‭ ‬را‭ ‬دارند،‭ ‬اگرچه‭ ‬شدّت‭ ‬این‭ ‬نیازها‭ ‬در‭ ‬بعضی‭ ‬افراد‭ ‬بیشتر‭ ‬است‭. ‬فردی‭ ‬که‭ ‬از‭ ‬سلامت‭ ‬روان‭ ‬برخوردار‭ ‬است،‭ ‬می‭‌‬تواند‭ ‬این‭ ‬نیازهای‭ ‬هیجانی‭ ‬اساسی‭ ‬را‭ ‬به‭ ‬طور‭ ‬سازگارانه‌‌ای‭ ‬ارضاء‭ ‬کند‭. ‬گاهی‭ ‬اوقات‭ ‬تعامل‭ ‬بین‭ ‬خلق‭ ‬و‭ ‬خوی‭ ‬فطری‭ ‬کودک‭ ‬و‭ ‬محیط‭ ‬اولیّه،‭ ‬به‭ ‬جای‭ ‬ارضاء‭ ‬این‭ ‬نیازها،‭ ‬منجر‭ ‬به‭ ‬ناکامی‭ ‬می‭ ‬شود‭. ‬هدف‭ ‬ریشه‭ ‬های‭ ‬تحولی‭ ‬طرحواره‭ ‬های‭ ‬ناسازگار‭ ‬اولیه‭ ‬و‭ ‬درمانی،‭ ‬این‭ ‬است‭ ‬که‭ ‬به‭ ‬بیماران‭ ‬کمک‭ ‬کند‭ ‬تا‭ ‬راه‌های‭ ‬سازگارانه‭‌‌‬تری‭ ‬برای‭ ‬ارضاء‭ ‬این‭ ‬پنج‭ ‬نیاز‭ ‬هیجانی‭ ‬بیابند‭.‬

## حوزه‌های طرح‌واره‌ها
حوزه‌های طرح‌واره‌ها شامل ۵ طبقه‌بندی از نیازهای برآورده نشده هستند که به صورت ۱۸ گروه طرح‌واره ناسازگار اولیه درآمده‌اند و توسط یانگ، کلاسکو و ویشار تبیین شده‌اند.
الف) بریدگی و طرد که شامل ۵ طرح‌واره است:
1. طرد و رهاشدگی
2. بی‌اعتمادی / بد رفتاری
3. محرومیت هیجانی
4. نقص و شرم
5. بیگانگی و انزوای اجتماعی

ب) استقلال و عملکرد مختل شده که شامل ۴ طرح‌واره است:
1. وابستگی / بی کفایتی
2. آسیب‌پذیری نسبت به بیماری و ضرر
3. گرفتار / خود تحول نیافته
4. شکست

ج) محدودیت‌های مختل که شامل ۲ طرح‌واره است:
1. استحقاق / بزرگ منشی
2. خود کنترلی و خود انضباطی نا کافی

د) دیگر جهت‌مندی که شامل ۳ طرح‌واره است:
1. اطاعت
2. ایثار
3. تأییدطلبی

ه) گوش به زنگی بیش از حد و بازداری که شامل ۴ طرح‌واره است:
1. منفی گرایی / بدبینی
2. تنبیه گرایی
3. استانداردهای سفت و سخت / انتقاد جویی
4. بازداری هیجانی

## ذهنیت طرح‌واره‌ای
حالات ذهنی هستند که هر انسانی ممکن است آن‌ها را در عمر خود تجربه کند. ذهنیت‌های طرح‌واره‌ای، از مجموعه‌ای از طرح‌واره‌ها و سبک‌های مقابله‌ای تشکیل شده‌است. موقعیت‌های زندگی که فرد آن‌ها را آزار دهنده و نامطلوب می‌داند یا خاطرات بدی را در او برمی‌انگیزاند، محرک نام دارند که طرح‌واره‌های هیجانی را فعال می‌کنند.
در افرادی که از نظر روانشناختی سلامت هستند طرح‌واره‌ها ملایم و انعطاف‌پذیرند و به راحتی توسط سایر حوزه‌های شخصیتی فرد تعدیل و مدیریت می‌شوند. اما در افرادی با اختلالات شخصیت، طرح‌واره‌های هیجانی شدیدتر و وخیم تر و غیر قابل انعطاف هستند و به نظر، جدا از سایر ابعاد شخصیتی فرد می‌آیند.

## برنامه‌ی درمانی در طرح‌واره درمانی عموماً شامل سه دسته‌ی اساسی از تکنیک‌هاست
شناختی، تجربی و رفتاری.
تکنیک‌های شناختی بر اساس درمان شناختی رفتاری کلاسیک و تکنیک‌هایش بسط پیدا کرده‌اند مثل بررسی سود و زیان یک طرح‌واره و بررسی شواهد و اعتبار یک طرح‌واره یا طراحی یک گفتگو بین وجه طرح‌واره و وجه بدون طرح‌واره‌ی شخصیت فرد. استراتژی‌های رفتاری شکستن الگوهای معیوب بر اساس تکنیک‌های رفتار درمانی کلاسیک پایه‌گذاری شده‌اند مثل تمرین ایفای نقش در یک تعامل و سپس بررسی و ارزیابی تعامل به عنوان تکلیف خانگی.
استراتژی‌های هیجانی و تجربی بر اساس گشتالت درمانی سایکو دراما طراحی شده‌اند و همین‌طور تکنیک‌های تصویر سازی و تجسم.
تکنیک‌های خاصی، معمولاً به صورت فلش کارت‌هایی که پیام‌های درمانی مهمی دارند و در جلسه‌ی درمان نوشته می‌شوند، اجرا می‌شود. همچنین دفترچه خاطرات طرح‌واره محور که کتابچه ایست که توسط مراجع در بین جلسات پر می‌شود و پیشرفت مراجع را در رابطه با تمامی مفاهیم نظری در طرح‌واره درمانی گزارش می‌کند.
یکی از کلیدی‌ترین تکنیک‌های طرح‌واره درمانی، استفاده از رابطه‌ی درمانی در طی پروسه‌ای اثربخش به نام باز والدینی حد و مرز دار است.

## طرح‌واره درمانی و روان تحلیلی
از دیدگاه روان درمانی یکپارچه نگر باز والدینی حد و مرز دار و تکنیک‌های تجربی، به‌خصوص در مورد تغییر ذهنیت‌ها را می‌توان به عنوان تغییرات فعال آنچه که در روان تحلیلی روابط شی نام دارد در نظر گرفت.
از نظر تاریخی، مسیر اصلی روان تحلیلی همواره تمایل به پس زدن تکنیک‌های فعال داشته اما روان تحلیلی مبتنی بر رابطه در عصر حاضر نسبت به تکنیک‌های فعال پذیراتر است.
این نکته قابل توجه است که در مقایسه‌ای هم سطح بین درمان روان تحلیلی با رویکرد روابط شی‌ء و طرح‌واره درمانی، طرح‌واره درمانی نتایج بهتری داشته‌است.

## یادداشت
1. ↑  «Kellogg & Young 2008».
2. 1 2  «Young, Klosko & Weishaar 2003, p. 6; van Vreeswijk, Broersen & Nardort 2012, pp. 3–26».
3. 1 2  «Young, Klosko & Weishaar 2003, pp. 7, 9, 32, 37».
4. 1 2  «Following the convention in Young, Klosko & Weishaar (2003), the names of schemas and modes are capitalized. They are also italicized in this article for clarity».
5. ↑  «Young, Klosko & Weishaar 2003, p. 32».
6. ↑  «Young, Klosko & Weishaar 2003, pp. 33, 38».
7. 1 2  «Young, Klosko & Weishaar 2003, p. 37».
8. 1 2  «Young, Klosko & Weishaar 2003, p. 9».
9. ↑  «Young, Klosko & Weishaar 2003».
10. ↑  «Young, Klosko & Weishaar 2003, p. 27».
11. ↑  «(Young, Klosko & Weishaar 2003, p. 91 (Chapter 3».
12. ↑  «Young, Klosko & Weishaar 2003, p. 110 (Chapter 4)».
13. ↑  «Young, Klosko & Weishaar 2003, p. 146 (Chapter 5)».
14. ↑  «Young, Klosko & Weishaar 2003, p. 177 (Chapter 6)».
15. ↑  «Young, Klosko & Weishaar 2003, p. 1, 47, 312».
16. ↑  «These historical influences on schema therapy, as well as many other influences, are discussed by David Edwards & Arnoud Arntz in "Schema therapy in historical perspective", in van Vreeswijk, Broersen & Nardort 2012, pp. 3–26; Edwards & Arntz say that "the most important influence" on Young's development of schema therapy was the work of constructivist psychologists Vittorio Guidano and Giovanni Liotti».